# تیراندازی با کمان در المپیک تابستانی ۲۰۰۸
تیر و کمان در بازی‌های المپیک تابستانی ۲۰۰۸ از ۹ اوت تا ۱۵ اوت در دو بخش تیمی و انفرادی و دو رده مردان و زنان در میدان کمان‌اندازی دهکده المپیک شهر پکن برگزار خواهد شد. ۱۲ مدال مشتمل بر ۴ طلا، ۴ نقره و ۴ برنز به برندگان هر یک از رقابت‌ها اهدا می‌شود. 

## ایران
ایران برای اولین بار در تاریخ بازی‌های المپیک دو نماینده در این مسابقات داشت. نجمه آبتین در ۹ اوت روز نخست مسابقات توانست در مرحله مقدماتی با ۵۶۸ امتیاز از ۷۲ پرتاب بین ۶۴ ورزشکار شرکت‌کننده در رده شصتم قرار گیرد.
حجت‌الله واعظی نماینده دیگر ایران نیز در عصر روز ۹ اوت در رقابت تیر و کمان آقایان با کسب ۶۰۴ امتیاز از ۷۲ پرتاب بین ۶۴ ورزشکار شرکت‌کننده در رده شصت و سوم قرار گرفت.
آبتین در مرحله حذفی مسابقات روز ۱۲ اوت در برابر کون اون سیل از کره شمالی نفر پنجم دور مقدماتی به میدان رفت و در یک رقابت نزدیک با امتیاز ۱۰۶ بر ۹۹ مسابقه را واگذار کرد.
واعظی هم در مرحله حذفی مسابقات روز ۱۳ اوت در برابر چامپیا مانگال سینگ از هندوستان نفر دوم دور مقدماتی به میدان رفت و با امتیاز ۱۱۲ بر ۹۸ مسابقه را واگذار کرد.

## روش مسابقه
در هر دو رده بانوان و آقایان صفحه هدف پرتاب‌های تیراندازان دایره‌ای به قطر ۱۲۲ سانتیمتر است و در فاصله ۷۰ متری از تیراندازان قرار می‌گیرد. نمره تیرهای نشسته بر هدف بین ده امتیاز در حاشیه صفحه تا یک امتیاز در مرکز صفحه است. تیرهایی که به هدف برخورد نکنند امتیازی نخواهند داشت. هر ورزشکار نیز ۴۰ ثانیه برای هر پرتاب فرصت دارد.
در موارد تساوی تیراندازی که تیرهای بیشتری از او به محدوده امتیاز ده برخورد کرده پیروز است، اگر باز هم مساوی بود، تیرهای ایکس (X) یعنی آن‌ها که درست در نقطه مرکز صفحه نشسته اند، شمرده می‌شود

### فردی
مسابقات مرحله فردی مسابقات در دو رده با حضور ورزشکار برگزار می‌شود. (هر کشور حداکثر ۳ ورزشکار) هر کمان کش در مرحله مقدماتی ۷۲ پرتاب دارد که مجموع امتیازات انان رتبه شرکت‌کننده را مشخص کرده و پس از آن در مرحله حذفی رقیب او را مشخص می‌کنند.
در مراحل حذفی جدول مسابقات ورزشکاران به‌طور متقارن بر اساس نتایج مرحله مقدماتی تعیین می‌شود، یعنی نفر اول و شصت و چهارم با هم و سی و دوم و سی و سوم با هم مسابقه می‌دهند. در این قسمت تیراندازان به جای ۷۲ با ۱۲ پرتاب رقابت می‌کنند. 
ورزشکارانی که به فینال می‌رسند، در واقع در ۵ مسابقه تک حذفی پیروز شده‌اند.

### گروهی
هر کشوری که سه سهمیه برای مسابقات مرحله فردی مسابقات بدست آورده، می‌تواند در رقابت‌های تیمی نیز شرکت کند. نتایج تمام ورزشکاران هر تیم در دور مقدماتی رده تیم‌ها را برای مسابقات تیمی که به صورت حذفی برگزار می‌شود، مشخص می‌کند.
در مسابقات تیمی هر تیم ۲۴ پرتاب (برخلاف المپیک پیشین که ۲۷ پرتاب بود) دارد. در ۴ اند ۶ پرتابی و هر تیرانداز نیز باید ۸ پرتاب داشته باشد.

## برندگان
| Event      | طلا                                                      | نقره                                                | برنز                                               |
| ---------- | -------------------------------------------------------- | --------------------------------------------------- | -------------------------------------------------- |
| فردی مردان | ویکتور روبان · اوکراین                                   | پارک کیونگ مو* · کره جنوبی                          | بایر بادنوف · روسیه                                |
| فردی زنان  | ژانگ ژونژوان* · چین                                      | پارک سونگ هیون* · کره جنوبی                         | یون اوک هی* · کره جنوبی                            |
| تیمی مردان | ایم دونگ هیون · لی چانگ هوان · پارک کیونگ مو · کره جنوبی | ایتالیا مائورو نسپولی مارکو گالیازو هیلاریو دی بوئو | چینجیانگ لین · لی ونگ چوان · ژو های                |
| تیمی زنان  | پارک سونگ هیون · یون اوک هی · جو هیون جونگ · کره جنوبی   | ژانگ یوانیوان · چن لینگ · ژو دان · چین              | ویرژین آرنولد · سوفی دودمنت · برانجره چاه · فرانسه |

* برندگان دو مدال